# القديداء (مستباء)

تعديل مصدري - تعديل

القديداء هي إحدى قرى عزلة شرق مستباء بمديرية مستباء التابعة لمحافظة حجة، بلغ تعداد سكانها 1003 نسمة حسب تعداد اليمن لعام 2004.